# David Duval
David Robert Duval (Jacksonville, 9 novembre 1971) è un golfista statunitense, ex numero 1 del mondo dell'Official World Golf Rankings.
Nel 2001 ha vinto il British Open, uno dei quattro tornei Major del circuito professionistico.
Nel 1998 ha ottenuto il primo posto nella classifica dei premi vinti nel corso della stagione del PGA Tour.
Nel 1999 e nel 2002 ha fatto parte della squadra statunitense che ha partecipato alla Ryder Cup.
Negli ultimi anni, anche a causa di imprecisati problemi fisici non è più riuscito a ripetere i risultati ottenuti solo poco tempo prima.
Complessivamente in carriera ha vinto 19 tornei.

## Vittorie professionali (20)

### PGA Tour vittorie (13)
| Legenda                  |
| Tornei Major (1)         |
| Campionato giocatori (1) |
| Tour Championships (1)   |
| Altri PGA Tour (10)      |

| No. | Data              | Torneo                                 | Punteggio di vittoria    | Margine | Secondo/i                   |
| --- | ----------------- | -------------------------------------- | ------------------------ | ------- | --------------------------- |
| 1   | 12 ottobre, 1997  | Michelob Championship at Kingsmill     | −13 (67-66-71-67=271)    | Playoff | Grant Waite, Duffy Waldorf  |
| 2   | 19 ottobre, 1997  | Walt Disney World/Oldsmobile Classic   | −18 (65-70-65-70=270)    | Playoff | Dan Forsman                 |
| 3   | 2 novembre, 1997  | The Tour Championship                  | −11 (66-69-70-68=273)    | 1 colpi | Jim Furyk                   |
| 4   | 22 febbraio, 1998 | Tucson Chrysler Classic                | −19 (66-62-68-73=269)    | 4 colpi | Justin Leonard, David Toms  |
| 5   | 3 maggio, 1998    | Shell Houston Open                     | −12 (69-70-73-64=276)    | 1 colpo | Jeff Maggert                |
| 6   | 30 agosto, 1998   | NEC World Series of Golf               | −11 (69-66-66-68=269)    | 2 colpi | Phil Mickelson              |
| 7   | 11 ottobre, 1998  | Michelob Championship at Kingsmill (2) | −16 (65-67-68-68=268)    | 3 colpi | Phil Tataurangi             |
| 8   | 10 gennaio, 1999  | Mercedes Championships                 | −26 (67-63-68-68=266)    | 9 colpi | Billy Mayfair, Mark O'Meara |
| 9   | 24 gennaio, 1999  | Bob Hope Chrysler Classic              | −26 (70-71-64-70-59=334) | 1 colpo | Steve Pate                  |
| 10  | 28 marzo, 1999    | The Players Championship               | −3 (69-69-74-73=285)     | 2 colpi | Scott Gump                  |
| 11  | 4 aprile, 1999    | BellSouth Classic                      | −18 (66-69-68-67=270)    | 2 colpi | Stewart Cink                |
| 12  | 1 ottobre, 2000   | Buick Challenge                        | −19 (68-69-67-65=269)    | 2 colpi | Jeff Maggert, Nick Price    |
| 13  | 22 luglio, 2001   | The Open Championship                  | −10 (69-73-65-67=274)    | 3 colpi | Niclas Fasth                |

PGA Tour playoff record (2–2)
| No. | Anno | Torneo                               | Sfidante/i                 | Risultato                                    |
| --- | ---- | ------------------------------------ | -------------------------- | -------------------------------------------- |
| 1   | 1997 | Michelob Championship at Kingsmill   | Grant Waite, Duffy Waldorf | Vinto col colpo birdie alla prima buca extra |
| 2   | 1997 | Walt Disney World/Oldsmobile Classic | Dan Forsman                | Vinto con pari alla prima buca extra         |
| 3   | 2000 | Buick Classic                        | Dennis Paulson             | Perso alla pari alla quarta buca extra       |
| 4   | 2001 | Buick Challenge                      | Chris DiMarco              | Perso alla pari alla prima buca extra        |

### Japan Golf Tour vittorie (1)
| No. | Data              | Torneo                    | Punteggio di vittoria | Margine | Secondo        |
| --- | ----------------- | ------------------------- | --------------------- | ------- | -------------- |
| 1   | 11 novembre, 2001 | Dunlop Phoenix Tournament | −15 (65-67-68-69=269) | Playoff | Taichi Teshima |

Japan Golf Tour playoff record (1–0)
| No. | Anno | Torneo                    | Sfidante       | Risultato                                    |
| --- | ---- | ------------------------- | -------------- | -------------------------------------------- |
| 1   | 2001 | Dunlop Phoenix Tournament | Taichi Teshima | Vinto col colpo birdie alla prima buca extra |

### Nike Tour vittorie (2)
| Legenda                |
| Tour Championships (1) |
| Altri Nike Tour (0)    |

| No. | Data             | Torneo                 | Punteggio di vittoria | Margine | Secondo/i            |
| --- | ---------------- | ---------------------- | --------------------- | ------- | -------------------- |
| 1   | 22 agosto, 1993  | Nike Wichita Open      | −17 (62-70-69-70=271) | 1 colpo | Jeff Lee, John Morse |
| 2   | 17 ottobre, 1993 | Nike Tour Championship | −7 (69-68-72-68=277)  | 1 colpo | Danny Briggs         |

### Altre vittorie (4)
| Legenda                      |
| World Golf Championships (1) |
| Altre vittorie (3)           |

| No. | Data              | Torneo                                                       | Punteggio di vittoria | Margine | Secondo/i                                                         |
| --- | ----------------- | ------------------------------------------------------------ | --------------------- | ------- | ----------------------------------------------------------------- |
| 1   | 25 agosto, 1998   | Fred Meyer Challenge (con Jim Furyk)                         | −18 (65-61=126)       | 4 colpi | Steve Elkington e Craig Stadler, Scott McCarron e Paul Stankowski |
| 2   | 14 novembre, 1999 | Franklin Templeton Shark Shootout (con Fred Couples)         | −32 (61-62-61=184)    | 6 colpi | Scott Hoch e Scott McCarron                                       |
| 3   | 10 dicembre, 2000 | WGC-World Cup (con Tiger Woods)                              | −34 (61-65-60-68=254) | 3 colpi | Argentina − Ángel Cabrera e Eduardo Romero                        |
| 4   | 11 dicembre, 2016 | PNC Father-Son Challenge (con suo figliastro Nick Karavites) | −21 (61-62=123)       | 1 colpo | Stewart Cink e suo figlio Connor Cink                             |

Altri playoff record (0–1)
| No. | Anno | Torneo                          | Sfidante/i | Risultato |
| --- | ---- | ------------------------------- | --- | --- |
| 1   | 2001 | WGC-World Cup (con Tiger Woods) | Danimarca − Thomas Bjørn e Søren Hansen, Nuova Zelanda − Michael Campbell e David Smail, Sudafrica − Retief Goosen e Ernie Els | Il Sudafrica ha vinto con pari alla seconda buca supplementare Nuova Zelanda e Stati Uniti eliminati col colpo birdie alla prima buca |

## Tornei Major

### Vittorie (1)
| Anno | Campionato            | 54 buche        | Punteggio di vittoria | Margine | Secondo      |
| ---- | --------------------- | --------------- | --------------------- | ------- | ------------ |
| 2001 | The Open Championship | Pari dal leader | −10 (69-73-65-67=274) | 3 colpi | Niclas Fasth |